# Whitten
Whitten város az USA Iowa államában, Hardin megyében. Lakosainak száma 100 fő (2020. április 1.).

## Népesség
A település népességének változása:

| 2010 | 149 |
| 2020 | 100 |